# Faycelles
Faycelles es una población y comuna francesa, situada en la región de Mediodía-Pirineos, departamento de Lot.
La ruta del Camino de Santiago de Le Puy pasa por Faycelles en dirección a Ostabat-Asme, donde confluye con los Caminos de Tours y de Vézelay. El tramo de 22,5 km del Camino de Le Puy entre Faycelles y Cajarc está incluido en el bien cultural "Los Caminos de Santiago en Francia", inscrito en 1998 en la lista de Patrimonio de la Humanidad de la Unesco.

## Demografía
| 418             | 463 | 440 | 489 | 497 | 531 |
| (Fuente: INSEE) |     |     |     |     |     |